# 北緯88度線
北緯88度線（ほくい88どせん）は、地球の赤道面より北に88度の角度を成す緯線。北極内部にあり、全域が北極海を通過する。
この緯度の下では、3月24日頃から9月20日頃までの約6ヶ月は白夜になり、10月1日頃から3月13日頃までの約5ヶ月半の間は極夜になる。

## 通過する地域一覧
北緯88度線は、本初子午線から東に向かって以下の場所を通っている。
| 地理座標                                          | 国土・領土・領海 | 備考 |
| ------------------------------------------------- | ---------------- | ---- |
| 北緯88度0分 東経0度0分 / 北緯88.000度 東経0.000度 | 北極海           |      |